# Chechênia
Chechênia, Tchetchênia (português brasileiro) ou Chechénia, Tchetchénia (português europeu) (em russo: Чечня́, transl. Tchetchniá; em checheno: Нохчийн, Noxçiyn ou Нохчийчоь, Noxçiyçö) é o nome que se dá à região do Cáucaso onde está localizada a República da Chechênia (em checheno: Нохчийн Республика, Noxçiyn Respublika, em russo: Чече́нская Респу́блика, Tchetchénskaia Respúblika), uma das repúblicas da Federação da Rússia. Faz divisa a noroeste com o Krai de Stavropol, a nordeste e leste com a república do Daguestão, ao sul com a Geórgia, e a oeste com as repúblicas de Inguchétia e Ossétia do Norte-Alânia. É localizada nas montanhas do norte do Cáucaso, no Distrito Federal do Sul.

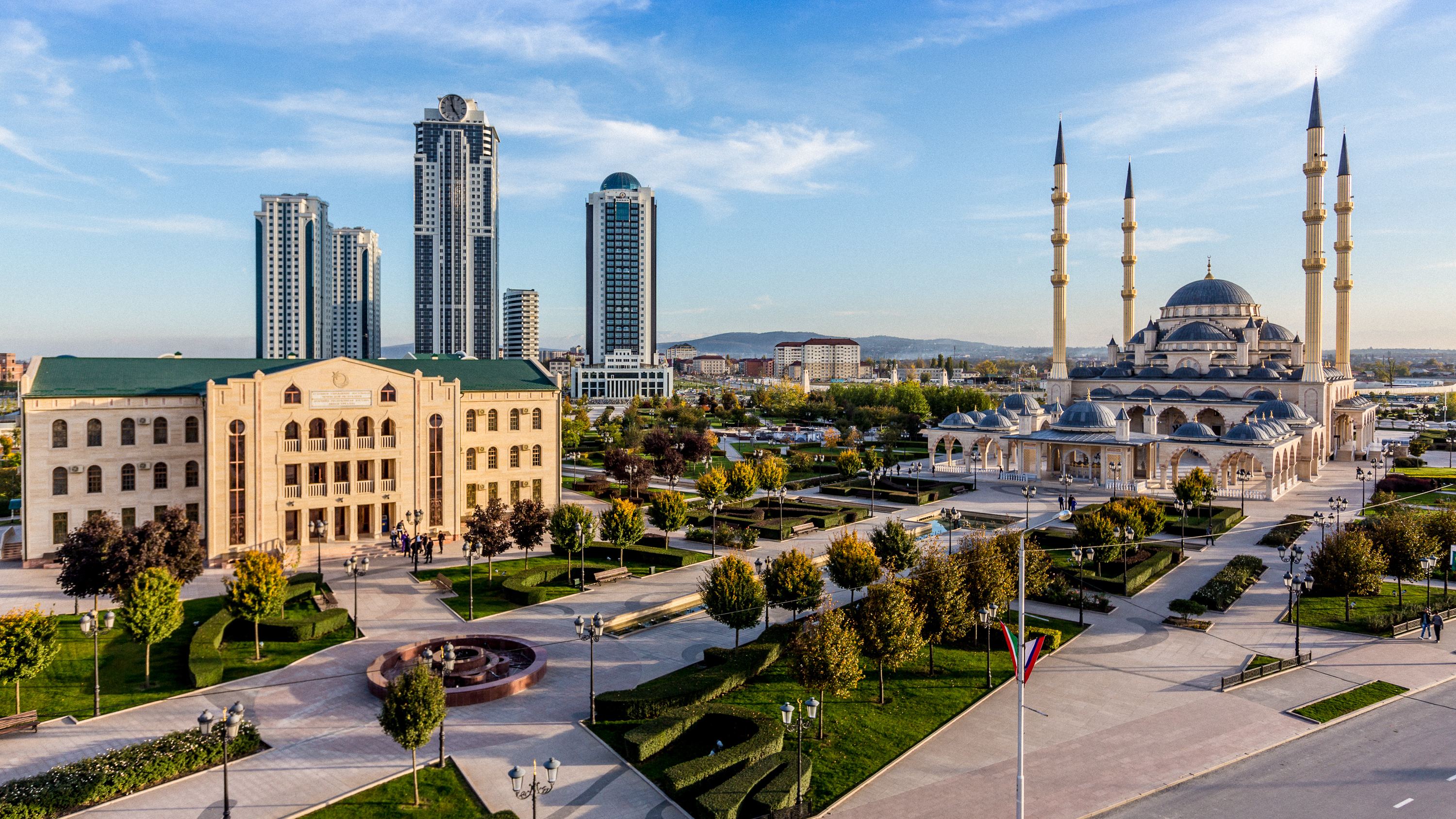
Vista de Grozny.

Depois do fim da União Soviética, um grupo de líderes chechenos declarou-se como um governo legítimo, anunciando um novo parlamento e declarando independência como República Chechena da Ichkéria. Até hoje, sua independência não foi reconhecida por nenhum país. Entretanto, esta declaração tem causado conflitos armados em que diversos grupos rivais chechenos e o exército da Rússia se envolveram, resultando em aproximadamente 150 mil mortos, no período entre 1994 e 2003.
Desde 2007, a Chechénia tem sido governada por Ramzan Kadyrov. O governo de Kadyrov tem sido caracterizado por corrupção de alto nível, um péssimo historial em matéria de direitos humanos, utilização generalizada da tortura e um crescente culto de personalidade.

## Geografia e geopolítica
Localizada entre os mares Cáspio e Negro, predomina na Chechênia relevo acidentado, originado por dobramentos modernos e marcado por montanhas elevadas e cumes pontiagudos. Seu clima é predominantemente temperado seco, com baixas temperaturas no inverno e nas áreas de elevadas altitudes. Para o governo russo, essa república é estratégica, principalmente em razão da passagem de oleodutos dos poços de petróleo da região do Mar Cáspio à rede de dutos da Rússia. Parte significativa do petróleo que a Rússia exporta para a Europa vem do Mar Cáspio e passa por esta região.

## História
Como parte do Império Russo desde 1859, a região checheno-inguchétia foi incorporada como República Autónoma Socialista Soviética da Checheno-Inguchétia durante a fundação da União Soviética. Durante o regime soviético, os chechenos, acusados de colaboração com a Alemanha nazista (que não chegaram a conquistar a Chechênia), sofreram uma deportação — de natureza genocida — para a então República Socialista Soviética Cazaque (o atual Cazaquistão independente) e depois para a Sibéria, durante a Segunda Guerra Mundial. A república foi abolida entre 1944 e 1957, tornando-se o oblast de Grózni. Depois do colapso da União Soviética, um movimento de independência surgiu na Chechênia, enquanto a Rússia recusava-se a permitir a secessão.

### Conflito russo-checheno

#### Primeira Guerra da Chechênia
Djokhar Dudaiev, presidente nacionalista da República da Chechênia, declarou a independência chechena em 1991. Em 1994, o presidente da Rússia, Boris Iéltsin, enviou quarenta mil soldados para evitar a separação da região da Chechênia - importante produtora de petróleo -, e a Rússia entrou numa guerra que alguns comparam ao que foi a Guerra do Vietnã para os Estados Unidos. Os insurgentes chechenos infligiram grandes baixas aos russos. Em fevereiro de 1995, após pesada luta, os russos conseguiram tomar a capital chechena, Grózni. Em agosto de 1996, Iéltsin concordou com um cessar-fogo com os líderes chechenos, e um tratado de paz foi formalmente assinado em maio de 1997.

#### Segunda Guerra da Chechênia

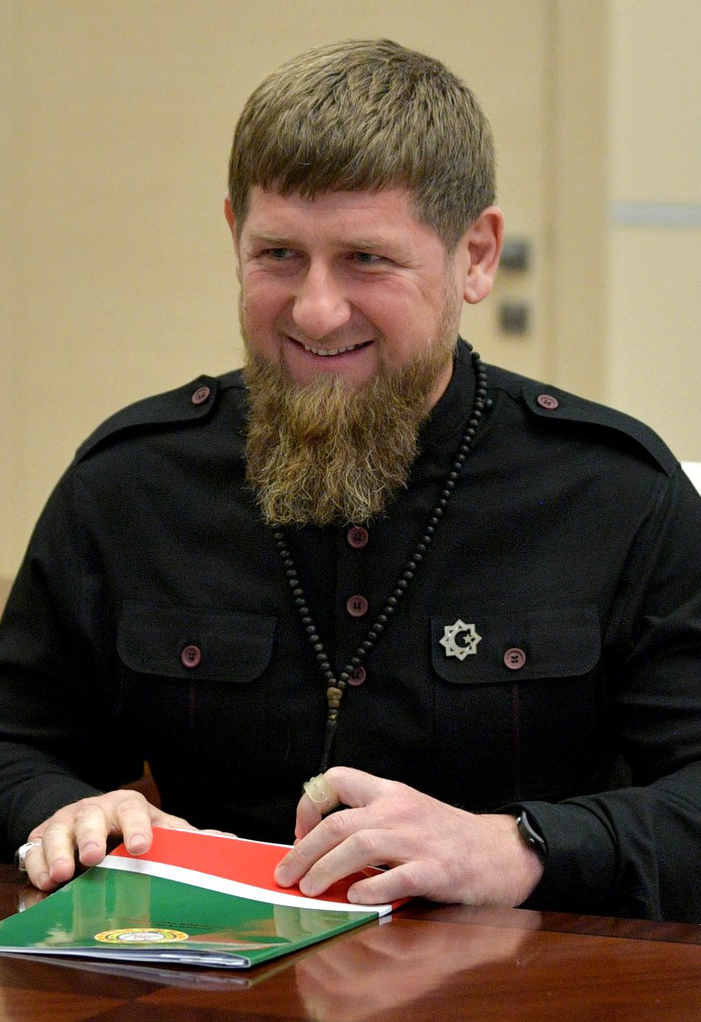
Ramzan Kadyrov, líder da Chechénia desde 2007, defendeu públicamente os chamados crimes de honra.

O confronto armado foi retomado em setembro de 1999, dando início à Segunda Guerra da Chechênia, tornando sem sentido o acordo de 1997. Os separatistas chechenos ainda pretendiam a independência da Chechênia e organizaram operações na própria república da Chechênia, como também ataques terroristas em outras regiões da Rússia, incluindo Moscou.
Uma década de guerra deixou a maior parte do território sob controle militar. Guerrilheiros chechenos invadiram a vizinha república russa do Daguestão e anunciaram a criação de um estado islâmico. A maioria da população, em ambas as repúblicas, é muçulmana sunita. Os militares russos expulsaram os rebeldes para a Chechênia em setembro, mês em que atentados contra diversos edifícios, em cidades russas, mataram mais de 300 pessoas. O governo russo responsabilizou diretamente os separatistas, pelos atentados, e enviou tropas à Chechênia.
Apesar da pressão por um cessar-fogo, o governo da Rússia rejeitou a mediação internacional. Mas as denúncias de massacres, estupros e torturas cometidos pelas tropas russas contra centenas de civis levaram o governo russo a aceitar, em março de 2000, a visita de representantes da ONU à Chechênia. Todavia as emboscadas e os ataques suicidas contra as tropas russas prosseguiram, assim como os bombardeios aéreos russos. Em junho de 2000, o presidente Vladimir Putin colocou a Chechênia sob administração direta da Presidência da Federação.
Em março de 2003, o governo russo organizou, na Chechênia, um referendo sobre a nova constituição local, que estabeleceria a subordinação da república a Moscou. A lei foi aprovada por 96% dos eleitores, mas o referendo foi considerado irregular e condenado internacionalmente. Num pleito igualmente criticado, em outubro de 2003, Akhmad Kadyrov, foi eleito presidente da Chechênia, com 81% dos votos.
Em 1º de setembro de 2004, uma escola em Beslan, na república da Ossétia do Norte, foi palco de um dos eventos mais bárbaros da atualidade. Militantes inguches e chechenos ocuparam a escola e, por mais de dois dias, mantiveram mais de 1 100 pessoas (incluindo 777 crianças) como reféns. Forças de segurança russas invadiram o prédio, com o emprego de tanques, foguetes incendiários e outras armas pesadas.  314 reféns, incluindo 186 crianças, foram  mortas. O líder separatista, Shamil Bassaiev, assumiu a autoria desse e de outros ataques, como a explosão no metrô de Moscou, em fevereiro do mesmo ano.

#### Repercussões internacionais
Ao longo dos anos 1990 e até pelo menos meados dos anos 2000, países como a Arábia Saudita e os Estados Unidos se declararam favoráveis à independência da Chechênia. Os governos saudita e paquistanês apoiaram discretamente os separatistas da Chechênia, estabelecendo laços com os grupos de muçulmanos do Cáucaso, que muitas vezes receberam apoio financeiro de organizações árabes muçulmanas do Oriente Médio. O apoio da Arábia Saudita aos separatistas chechenos tornou as relações russo-sauditas mais tensas por ocasião do Atentado terrorista em Beslan, levando o então  Presidente da Rússia, Vladimir Putin, a ameaçar publicamente o governo saudita de retaliação militar, caso um novo atentado daquele tipo ocorresse em território russo. O apoio da Geórgia aos separatistas chechenos também é considerado um dos fatores que ajudou a deteriorar as relações russo-georgianas na última década. Os países da Organização de Cooperação de Xangai condenam fortemente qualquer iniciativa do tipo separatista, classificadas como associadas ao extremismo e ao terrorismo. Em 2007 esses países realizaram simulações de uma intervenção militar para imposição da paz em área conflagrada por rebeldes separatistas, em um país fictício no Cáucaso. Em 2008, em apoio à Ossétia do Sul, a Rússia se envolveu em guerra contra a Geórgia, ao sul da Chechênia.

## Direitos Humanos

### Perseguição contra pessoas LGBTQ+

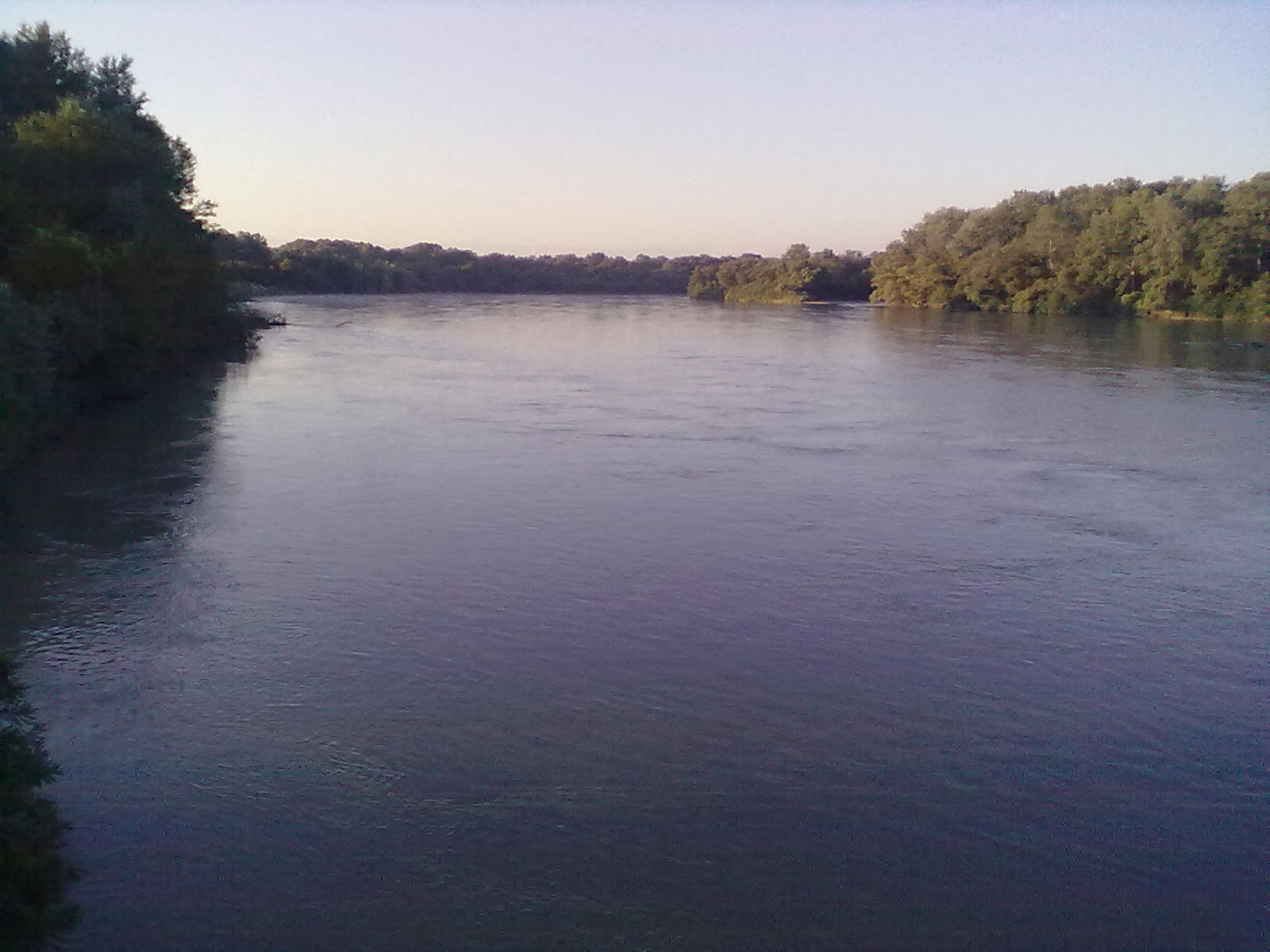
Rio Terek

Em 2017, foi descoberto na Chechênia um campo de concentração para tortura de homossexuais, fato que repercutiu no mundo todo. Há uma petição no Avaaz com um pouco menos de 1 milhão de assinaturas pedindo intervenção por parte da Rússia.

## Geografia
Localizada na Ciscaucásia, parcialmente na Europa Oriental, a Chechênia é quase inteiramente rodeada por território federal russo. No oeste, faz fronteira com a Ossétia do Norte e com a Inguchétia, no norte; o Krai de Stavropol, no leste; o Daguestão, e para o sul, Geórgia. Sua capital é Grozny.